# Guigó IV d'Albon
Guigó IV d'Albon, anomenat Dauphin mort a La Buissière el 1142, va ser comte d'Albon de 1133 a 1142. Era fill de Guigó III d'Albon i de Matilde.
Aquest comte és el primer a portar el sobrenom de Dauphin (Guigo Delphinus), i això des de 1110, O sigui vint-i-tres anys abans de regnar. Els feus del comte d'Albon i del comte de Savoia s'embolicaven i cap frontera no podia ser traçada. Certs feus del comte de Savoia Amadeu III com Ribes, Voiron i Saint-Laurent-du-Pont eren massa prop de Grenoble per no ser jutjats sensibles per Guigó. N'hi va haver prou que Amadeu exercís algunes pressions sobre les terres delfineses limítrofes el 1140 perquè el comte d'Albon aixequés la seu ost i marxés contra el comte de Savoia al Gresivaudan, fins i tot sent el comte savoià cunyat de Guigó, ja que s'havia casat amb la seva germana Mahaud o Mafalda. Guigó va posar setge al castell de Montmélian però fou sorprès per un contraatac del comte de Savoia. Mortalment ferit, fou transportat al castell de La Buissière on va morir 3 dies més tard als braços de la seva esposa.
S'havia casat amb Margarida de Mâcon († 1164), filla d'Esteve, comte palatí de Borgonya, neboda del papa Calixt II, amb la que va tenir tres fills:
- Guigó V d'Albon (1125 † 1162), comte d'Albon, qui utilitzant el malnom del seu pare prendrà el títol de delfí del Vienès.
- Beatriu d'Albon, casada amb Aymar I de Poitiers, comte de Valentinois
- Marquesa d'Albon († 1196), casada vers 1150 amb Guillem VII († 1169), comte d'Alvèrnia, els descendents dels quals prendran el titula de delfí d'Alvèrnia.